# The Magic Words are Squeamish Ossifrage
El texto The Magic Words are Squeamish Ossifrage (del inglés «Las Palabras Mágicas son Quebrantahuesos Aprensivo») era la solución de un reto de factorización propuesto por los inventores de RSA en 1977. El problema apareció en la columna de Martin Gardner Mathematical Games («Juegos Matemáticos») de la revista Scientific American.
Fue resuelto en 1994 por un gran proyecto computacional conjunto coordinado por Derek Atkins, Michael Graff, Arjen Lenstra y Paul Leyland. Más de 600 voluntarios aportaron tiempo de cálculo de unas 1600 máquinas (dos de ellas de fax) durante más de seis meses. La coordinación se realizó a través de Internet y supuso uno de los primeros proyectos de estas características.
Squeamish puede traducirse como 'aprensivo' o 'sensible', mientras que ossifrage es un término obsoleto para referirse en inglés al quebrantahuesos, un buitre carroñero conocido por arrojar los huesos de sus presas desde gran altura para romperlos contra las rocas y que podría considerarse como una de las criaturas menos aprensivas. El hito de 1994 inauguró la tradición de usar las palabras squeamish ossifrage en los retos criptoanalíticos.
La dificultad de romper la cifra RSA, esto es, recuperar un texto llano a partir de un texto cifrado y una clave pública, está íntimamente relacionado con la dificultad de factorizar números grandes. Aunque no está demostrado si ambos problemas son matemáticamente equivalentes, factorizar es actualmente el único método para romper RSA directamente. El descifrado del texto de 1977 involucró la factorización de un número de 129 cifras decimales, RSA-129, para recuperar el texto llano.
Ron Rivest estimó en 1977 que factorizar un número de 125 dígitos requeriría 40 000 billones de años (4 · 1016 años), incluso con la muy prudente suposición de que la multiplicación modular podía llevarse a cabo en un nanosegundo; esto le llevó a pensar que RSA-129 no podría ser roto jamás en la práctica. Sin embargo no tuvo en cuenta la posibilidad de mejora de los algoritmos de factorización, entre los que se dieron grandes avances en las décadas siguientes. Atkins et al. emplearon el método de la criba cuadrática inventado por Carl Pomerance en 1981.
A pesar del reciente desarrollo de la asintóticamente más rápida criba en cuerpos de números, no estaba claro en aquel momento que esta sería mejor que la criba cuadrática para números de 129 cifras. También se tuvieron en cuenta los requisitos de memoria del nuevo algoritmo.
El premio ofrecido por el reto era de 100 dólares, que los ganadores donaron a la Free Software Foundation.